# Skagens Odde

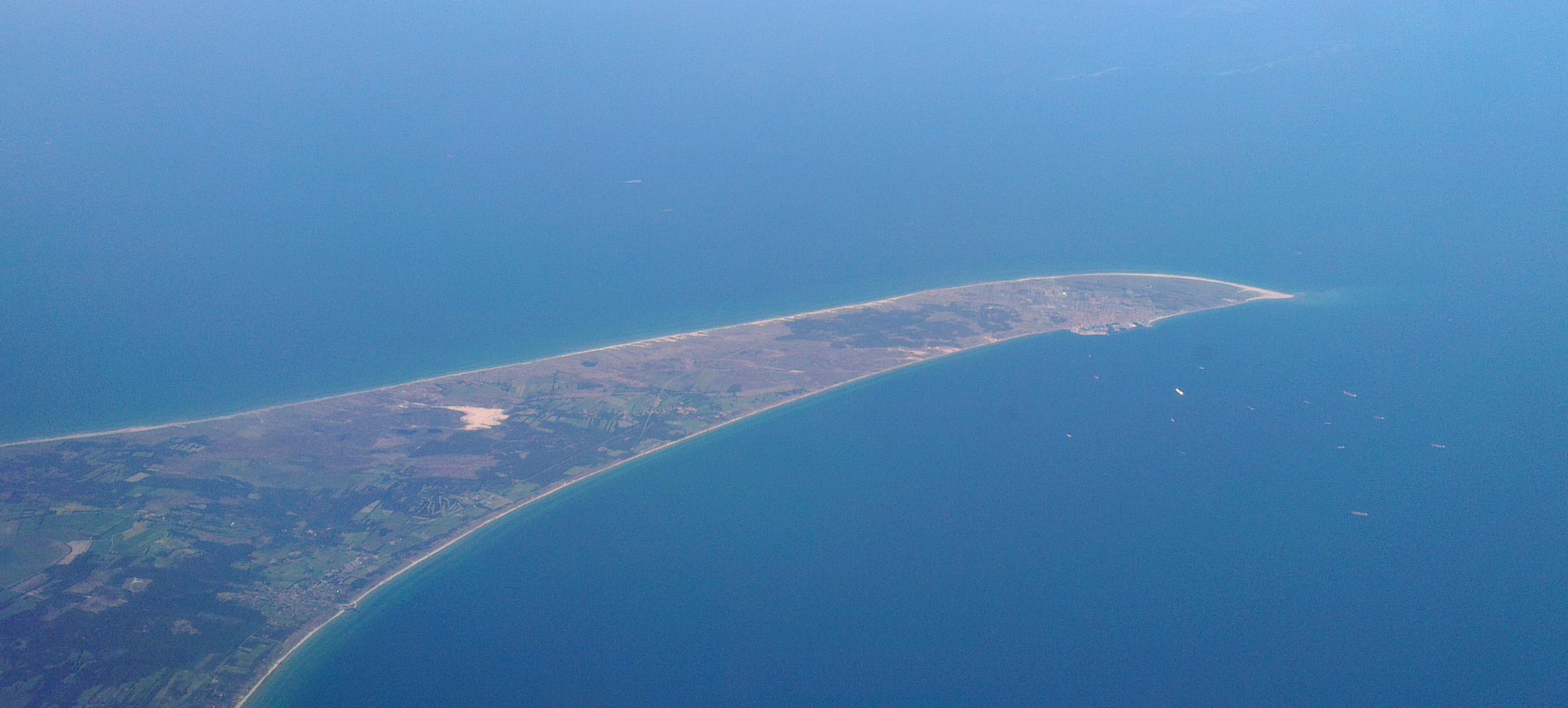
A Skagen Odde légifelvételen. 2-3 kilométeres elkeskenyedő hegye a Grenen. Előtte, a félsziget déli oldalán megfigyelhető Skagen városa

A Skagens Odde a dániai Jylland északi csúcsát alkotó homokos félsziget. Hossza 20-30 kilométer, attól függően, hogy kezdetét a Frederikshavn és Hirsthals kikötők közötti vonalra, vagy kijjebb, Ålbæk település magasságába teszik. A terület a Vendsyssel történelmi tájhoz, illetve az Észak-jyllandi Régió közigazgatási egységéhez tartozik.

## Elnevezése
A földrajzilag erősen tagolt környezetben élő dánok nyelvében sok szó alakult ki a tengeröblök, félszigetek, fokok különböző fajtáinak jelölésére. A skagen is egy ilyen, földnyelvet, fokot jelölő szó volt a régebbi dán nyelvben. Először 1284-ből dokumentálták Skaffuen formában, mint keskeny félszigetet jelentő szót. Ez az egyik forrása a Skagerrak elnevezésének is. Az odde ugyancsak földszorost, szűkületet jelent, ez a szó már a mai dán nyelvben is jelen van. Az angol hajósok a Scaw Spit nevet adták ennek a helynek, ezt időnként ma is használják az angol nyelvben, felváltva a dán elnevezéssel.

## Leírása

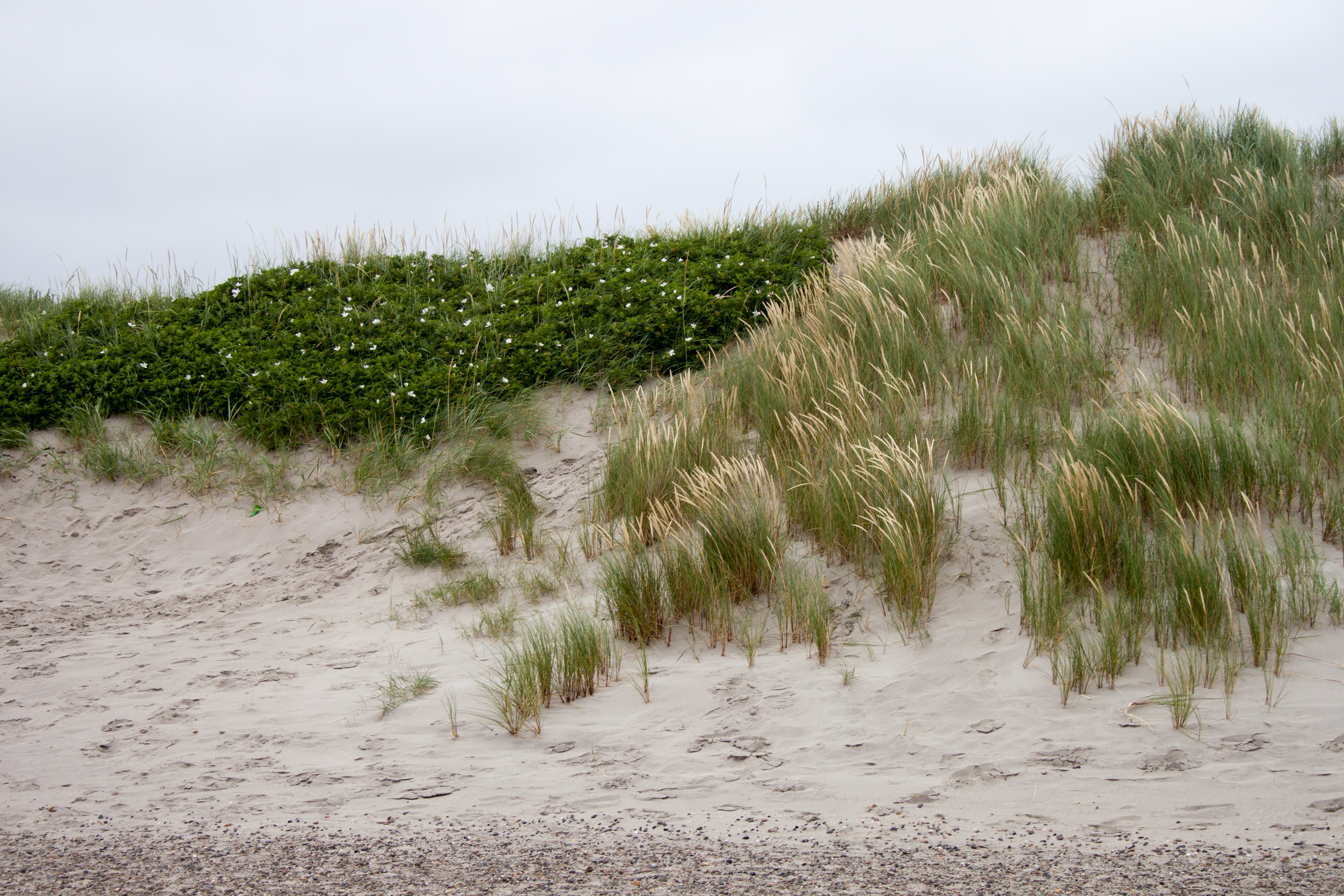
Növényvilág a dűnéken

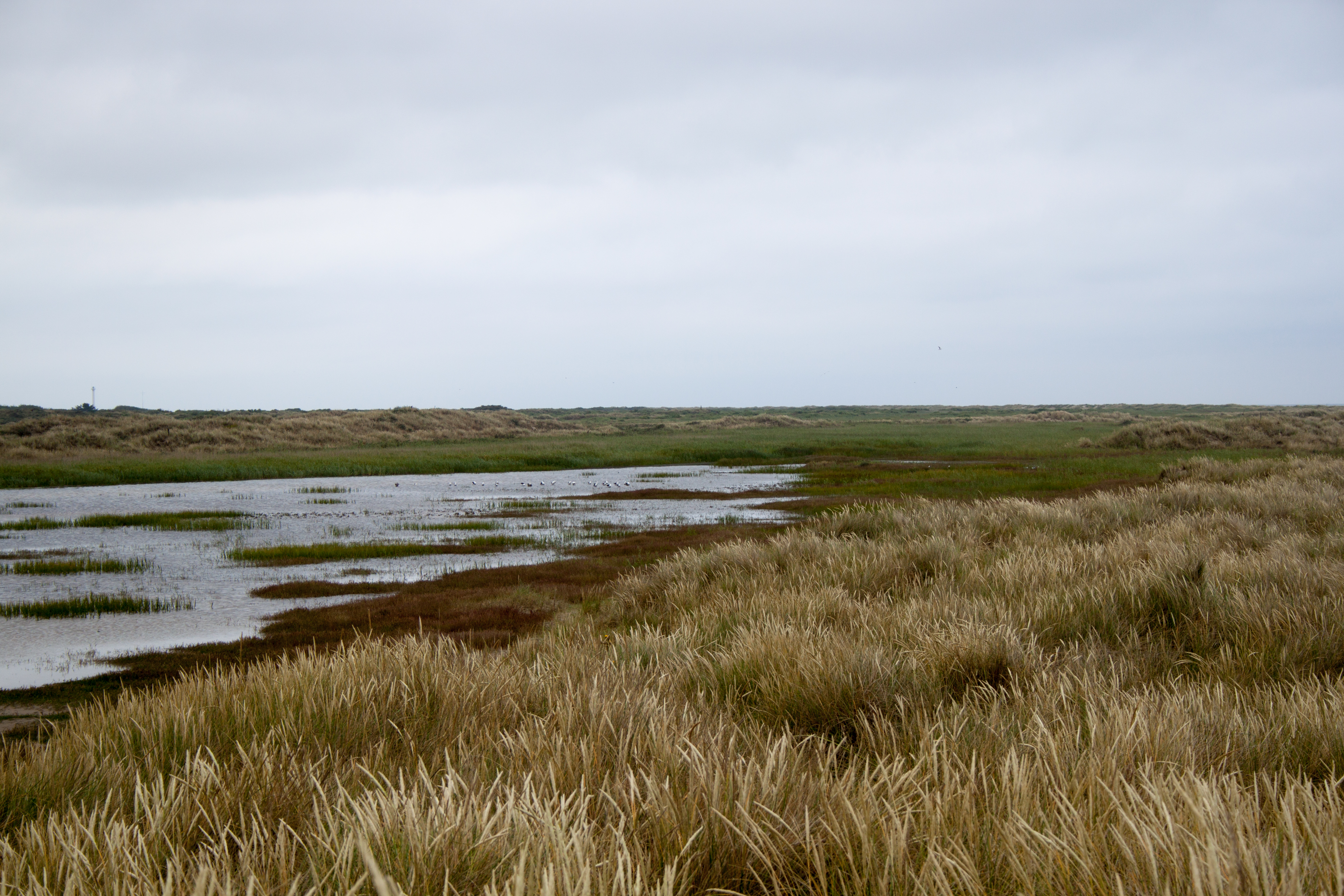
A madarak által kedvelt tavak egyike a dűnék között

A homokból épült földnyelv az utolsó jégkorszak után alakult ki és azóta is állandó mozgásban van. Az északnyugati partja mentén északkeleti irányban haladó tengeráramlat folyamatosan építi, alakítja a partvonalat, a szél pedig a dűnéket mozgatja, bár azokat nagyrészt már sikerült megkötni a telepített növényzettel. A nyugati oldalról elhordott anyagot a tenger a félsziget csúcsánál, a Grenennél rakja le, ami miatt az évi 5-10 méterrel nő kelet felé. A partvonal legészakibb pontja a gyakori tévedéssel szemben nem a földnyelv csúcsán, hanem attól 2,5 kilométerrel északnyugatra, a partvonal ívén található.
A földnyelven három település található, a róla elnevezett Skagen, valamint Hulsig városa és Kandestederne üdülőhely. Ez utóbbinál látványos parti szirt emelkedik ki a tengerből, amelyen jól megfigyelhető a félsziget geológiai szerkezete. Több jelentős természetvédelmi területet is létrehoztak a földnyelv élővilágának megőrzésére.

## Élővilág
A Skagens Odde homokján a sós tengeri levegő révén sajátságos növény- és állatvilág alakult ki.
A dűnéket a fenyérekre jellemző társulások növényvilága borítja, mint a  csarab, a háromszínű árvácska, a fűzfafélék több fajtája. A dűnéken mesterséges ültetvényeket is létesítettek 1888-tól Skagentől délre, hogy fékezzék a homok mozgását. A ma már száz évnél idősebb ültetvényeken sok fenyőféle, havasi törpefenyő, feketefenyő, erdeifenyő, lucfenyő, tölgy, nyírfa és rénszarvas-zuzmó is megtalálható. Ezek a művelt erdők egyben üdülőterületek, sétautakkal. A talajt szellőrózsa, keltike, lonc és lombosmohák borítják.
Az állatvilág jeles képviselői a mókusfélék, a róka, szarvasfélék, a nyúlfélék és a viperafélék. Előfordul a fürge gyík, a barna tigrisbogár, és a labirintus-pók is.
A tavaszi költési és az őszi vándorlási időszakban különösen sok madár gyűlik össze a félsziget csúcsa környékén. Április-májusban megfigyelhetők a tengeri sas, az szirti sas, ölyvek, vörös kánya, vércsék és a darufélék. Ősszel főleg a tengeri madarak gyűlnek össze, mint a szulafélék, lilealakúak, és a halfarkasfélék sok fajtája. Rajtuk kívül gyakoriak a lappantyúfélék, az erdei pacsirta és a fenyvescinege.
Ezen a keskeny területen halad át minden tavasszal a vándormadarak sok fajtája a svédországi Bohuslän felé, ezért a madárfigyelők számára kitűnő lehetőség nyílik itt különösen a ragadozó vándormadarak megfigyelésére. 2005 óta évente megrendezik a skageni madárfesztivált az egyik muzeális világítótorony környékén.

## Fordítás
- Ez a szócikk részben vagy egészben a Skagens Odde című angol Wikipédia-szócikk ezen változatának fordításán alapul.  Az eredeti cikk szerkesztőit annak laptörténete sorolja fel. Ez a jelzés csupán a megfogalmazás eredetét és a szerzői jogokat jelzi, nem szolgál a cikkben szereplő információk forrásmegjelöléseként.